# Robert de Ros, 1. Baron Ros of Wark
Robert de Ros, 1. Baron Ros of Wark (* vor 1274; † 1296 oder 1297) war ein englischer Adliger.

## Leben
Robert war ein Sohn seines gleichnamigen Vaters Robert de Ros, dem Erben von Robert de Ros of Wark. Sein Vater starb bereits 1274, worauf Robert Wark Castle in Northumberland erbte, das er jedoch als Vasall seines Onkels Robert de Ros of Helmsley hielt. Am 24. Juni 1295 wurde Ros als Baron Ros of Wark in das Parlament berufen. Vermutlich aus Liebe zu einer Schottin schlug er sich jedoch im Konflikt zwischen dem englischen König Eduard I. und dem schottischen König John Balliol auf die schottische Seite und unternahm im März 1296 einen verräterischen Angriff auf englische Truppen im bei Wark gelegenen Pressen. Dieser Angriff gilt als einer der ersten Kämpfe im Ersten Schottischen Unabhängigkeitskrieg. Sein Bruder William de Ros of Kendal besetzte daraufhin Wark Castle und sicherte es so für die Engländer. Als Folge davon musste Robert nach Schottland flüchten, wo er verarmt wenige Monate später starb.
Das vom König beschlagnahmte Wark Castle wurde 1301 an Roberts Cousin William de Ros of Helmsley übergeben. Dessen Erbe übergab es 1317 im Tausch gegen andere Ländereien in England dem König.